# スペイン統治時代の台湾

エルモサ・イスパニョーラ県
Gobernación de Hermosa española (スペイン語) 
西屬艾爾摩沙 (中国語)

国の標語: "Plus Ultra"
「更なる前進」
台湾の地図
緑色の地域がスペイン領

スペイン統治時代の台湾（スペインとうちじだいのたいわん）は、かつてスペイン帝国が現在の台湾北部を統治し始めた1626年から、八十年戦争の結果ネーデルラント連邦共和国に割譲されて消滅した1642年までを指す。

## 沿革
1544年にポルトガル人がヨーロッパ最初に台湾島に上陸し、その美しい景色から「フォルモサ」（葡: Formosa）と名付けた。スペイン人はこの名を「Hermosa（エルモサ）」と訳して、地図や文章等で使用した。
スペインは1626年にスペイン領東インドの一部として台湾北部を植民地し、オランダ植民地帝国の干渉からフィリピン総督領（ヌエバ・エスパーニャ副王領の一部）を守る事を目的としていたが、戦略的重要性に欠けているが為にスペインは資源を投入する事はほとんど無く、1642年にオランダに包囲された後に植民地は破棄された。